# نورما بيسويت
نورما بيسويت (بالإنجليزية: Norma Bessouet)‏‏ (15 أكتوبر 1940 - 11 يونيو 2018) رسامة ونحاتة أرجنتينية. ركز عملها في المقام الأول على الصور الشخصية والأسرة والأنثى عارية. كانت لوحاتها مجردة في أسلوبها كما أنها صنعت بنفس القدر دمى خشبية مجردة.

## النشأة والتعليم
ولدت نورما بيسويت في بوينس آيرس، الأرجنتين. كانت والدتها، لويزا إنيرو، رسامة، ألهمت اهتمام بسويت كفنانة. كان والدها، إيفان بسويت، صانع خزانة. دعم هو وإنيرو اهتمام بسويت بالفنون البصرية. في عام 1964، تم قبولها في Academia de Bellas Artes Prilidiano Pueyrredon، والتي تخرجت منها في عام 1968. درست بيسويت في إطار Ideal Sánchez. تأثرت بسويت بشدة بعمل عايدة كاربالو وغالبًا ما ادعت أن كاربالو هو التأثير الوحيد لها. عمل كاربالو في Academia de Bellas Artes Prilidiano Pueyrredon أيضًا. في عام 1974 هاجرت من الأرجنتين إلى أوروبا.

## العمل في الأرجنتين
استشهدت مؤرخة الفن مارتا جارسد بأن كاربالو هو التأثير الأساسي على لوحة بيسويت، بما في ذلك تقديم أعمال مدرسة سينيز. أثرت مدرسة Sienese على «الخطوط الدقيقة واللون والأسطح الشبيهة بالجواهر» التي لوحظت في عمل بسويت، جنبًا إلى جنب مع الأنثى العارية. لقد وجدت إلهامًا إضافيًا في أعمال مارسيل شوب، مع اهتمام خاص بالمكونات العاطفية لعمل شوب مقابل المزايا الفنية. يصف غارسد عمل بيسويت بأنه على وشك التجريد والفن التصويري وعلى وشك الحداثة على غرار لينو إينيس سبيلمبيرغو. في عام 1971، مُنحت بسويت الجائزة الكبرى لرسمة نسائية جديدة من الأكاديمية الأرجنتينية للفنون.

## الحياة فينيويورك
اعتبارًا من عام 1981، عاش بسويت في مدينة نيويورك كفنان متفرغ. واصلت استكشاف عملها بالدمى. كانت الدمى التي صنعتها في نيويورك مختلفة بشكل كبير عن تلك الموجودة في إسبانيا. كانت الدمى «مخنثوية،» ملائكية «مجنحة ومصنوعة من مواد شفافة.» وصف غارسد الدمى بـ «رموز النسوية» و «مخلوقات بلا جنس». أثناء وجودها في نيويورك، ركزت بشكل أساسي على الرسم، مع ظهور الدمى المخنثوية في أعمالها، غالبًا كشخصيات مثيرة في بيئات صوفية.
عملت بسويت في كل من نيويورك وبوينس آيريس ولم تستخدم نماذج احترافية في عملها، مفضلة العمل مع أشخاص تعرفهم شخصيًا.

## الانتقال إلى أوروبا
في عام 1974، انتقل بيسويت إلى لندن، إنجلترا. حصلت على زمالة من مدرسة سليد للفنون الجميلة في لندن وقضت بعض الوقت في العمل في إيطاليا وفي عام 1976 في برشلونة بإسبانيا. في إسبانيا حاولت جذب الانتباه لأعمالها الخشبية. أرسلت والدتها أدوات صنع الخزائن التي يستخدمها والدها. باستخدام هذه الأدوات، صنعت الدمى، التي كانت لها وجوه «تذكرنا بنماذج القرن التاسع عشر الشهيرة التي ابتكرها بيير فرانسوا جومو في باريس»، وفقًا للمؤرخ مارتا جارسد. كانت للدمى عيون زجاجية وملابس مصنوعة من الدانتيل وعناصر أثرية إضافية. الدمى مجردة للغاية ولها «عناصر عضوية» تتمثل في تكبير الرؤوس والعينين بشكل غريب والأعضاء التناسلية المكشوفة. أصبحت زميلة في وزارة الثقافة الإسبانية عام 1981. جعلتها هذه الزمالة تسافر إلى مدينة نيويورك، حيث ستنتقل في النهاية بدوام كامل.

## روابط خارجية
- نورما بيسويت في قاعدة بيانات الأفلام على الإنترنت